# Минеев, Виктор Александрович
Виктор Александрович Минеев (19 июня 1937, Варва, Черниговская область — 22 июля 2002, Москва) — советский спортсмен и тренер по современному пятиборью. Мастер спорта СССР (1959), Заслуженный мастер спорта СССР (1964), олимпийский чемпион (1964). Победитель III Спартакиады народов СССР в составе команды Азербайджанской ССР.
Выступал за спортивные клубы «Кайрат» (Алма-Ата) 1957—1959, «Буревестник» (Алма-Ата) 1960—1961, «Нефтяник» (Баку) 1962—1966, «Спартак» (Москва, профсоюзы) 1967—1971.
Виктор Минеев — первый в истории Азербайджана олимпийский чемпион.

## Биография
Родился 19 мая 1937 года в посёлке Варва Варвинского района Черниговской области Украинской ССР. Отец погиб на фронте в первый год войны. Юношеские годы провел в городе Алма-Ата (Казахстан), занимался многими видами спорта водным поло, плаванием, горными лыжами. В 1956 году стал Чемпионом Республики Казахстан по водному поло и вошёл в состав сборной Казахстана.
Современным пятиборьем начал заниматься с 20 лет под руководством Бориса Семеновича Тютявина, в то время он учился в Казахском государственном институте физической культуры. Благодаря прекрасной физической подготовке очень быстро добился спортивных успехов в таком сложном виде спорта как современное пятиборье.
Через два года занятий выполнил норматив «Мастера спорта СССР». Произошло это в 1959 году на матчевой встрече сборных Казахстана и Киргизии. Виктор стал победителем набрав сумму 4389 очков, на 89 очков превысив мастерский норматив.
В 1958 году окончил Казахский государственный институт физической культуры.
Неоднократно становился победителем и призёром первенства «Буревестник», Спартакиады среднеазиатских республик, являлся одним из ведущих спортсменов сборной Казахстана по современному пятиборью. В конце 1961 года из-за невозможности решения квартирного вопроса Виктору вместе с семьей пришлось переехать в Баку к тренеру Станиславу Даниловичу Новицкому (впоследствии Заслуженный тренер СССР). С 1962 года Минеев Виктор выступает за спортивное общество «Нефтяник» и за сборную Азербайджана. В 1966 года Виктор Минеев переехал в Москву и стал выступать за ДСО «Спартак» (спортивная база «Планерная» Химки).

## Тренерская карьера
После завершения спортивной карьеры занялся тренерской деятельностью. В 1975 году на Конно-спортивной базе «Планерная» (впоследствии ОУСЦ «Планерная») Виктором Минеевым была организована Экспериментальная группа олимпийского резерва в ДЮШОР «Спартак» по современному пятиборью и конному спорту, куда были собраны спортсмены-пловцы, имеющие хорошую беговую подготовку. Работали с этой группой тренеры: ЗТ СССР (Заслуженный тренер СССР) Кулагин К. Ф. (конная подготовка), ЗТ СССР Талаев Е. П. (стрельба), ЗТ СССР Заика В. Ф. (фехтование), ЗТ РСФСР Флейшман И. Л. (фехтование), ЗТ РСФСР Романов Ю. В., ЗТ РСФСР Панов В. В..
В период с 1975—1981 годы было подготовлено много пятиборцев, которые входили в составы сборных команд СССР, Москвы и профсоюзов:
- Колупанский И. А. — Мастер спорта СССР международного класса, (вице-чемпион СССР (1981), победитель Кубка Европы);
- Куликов С. Н. — Мастер спорта СССР международного класса;
- Миронов С. И., Васильев В. В., Карташов А. М. (ставший Заслуженным тренером России), Семенов Ю. Д. (впоследствии — генерал МВД России), Борисов А. Н., Фролов В. — Мастера спорта СССР.

В 1985 году на ОУСЦ «Планерная» (Олимпийский учебно-спортивный центр) Виктор Александрович организовал отделение женского пятиборья. Вместе с ним тренерами работали его ученики Карташов Алексей и Миронов Сергей, а также ЗТ России Козлов Борис Петрович (конная подготовка).
В этой группе тренировались и успешно выступали на международных и внутрисоюзных соревнованиях спортсменки-пятиборки:
- Колонина (Наумова) Марина — Заслуженный мастер спорта России, чемпионка мира и Европы, чемпионка России, победитель первого молодёжного первенства СССР (1988);
- Болдина Екатерина — Мастер спорта России международного класса, серебряный призёр чемпионата Европы (1993), двукратная чемпионка СССР (1988 лично, 1991 в команде), первая чемпионка России (1993);
- Литвинова Татьяна — Мастер спорта СССР, чемпионка СССР в команде (1991), вице-чемпионка СССР (1988 лично);
- Инна Валерьевна Тофтул (Мартиросова) — Мастер спорта СССР , неоднократный призер Чемпионатов Москвы, участница Игр Доброй Воли 1986 года в Москве в составе сборной команды СССР.
- Елена Городкова — Мастер спорта СССР, бронзовый призёр чемпионата мира среди юниоров (1990), серебряный призёр молодёжного первенства СССР (1988);
- Котельникова Анна — Мастер спорта СССР,участница Игр Доброй Воли в Москве в составе сборной команды СССР, неоднократный призёр чемпионатов Москвы;
- Елизарова (Лаврушкина) А. В. — Кандидат в мастера спорта СССР, победитель чемпионата Москвы (1991) ;
- Кандидаты в мастера спорта Т. Гаврилина, Л. Еремина, В, Кузнецова.

С 1994 по 1996 работал тренером по современному пятиборью в Китайской Народной Республике.
С 1997 года на пенсии.
Скончался 22 июня 2002 года, похоронен на Митинском кладбище в Москве участок № 45.

## Олимпийские игры
- На Олимпийских играх 1964 в Токио выиграл золотую медаль в командных соревнованиях, занял 5 место в личном первенстве.
- Итоговые результаты.

| Место | Спортсмен           | Возраст | Конкур | Фехтование | Стрельба | Плавание    | Кросс        | Сумма |
| 5     | Виктор Минеев (URS) | 27 лет  | 1040   | 820        | 940/193  | 1050/3.50,1 | 1024/14.52,4 | 4894  |

- Результаты по видам пятиборья.

 Верховая езда.
| Место | Спортсмен           | Время  | Штрафные очки | Очки |
| ----- | ------------------- | ------ | ------------- | ---- |
| 24.   | Виктор Минеев (URS) | 2.54,4 | 60            | 1040 |

 Фехтование.
| Место | Спортсмен           | Победы | Поражения | Очки |
| ----- | ------------------- | ------ | --------- | ---- |
| 6.    | Виктор Минеев (URS) | 22     | 14        | 820  |

 Стрельба.
| Место | Спортсмен           | 1 серия | 2 серия | 3 серия | 4 серия | Результат | Очки |
| ----- | ------------------- | ------- | ------- | ------- | ------- | --------- | ---- |
| 10.   | Виктор Минеев (URS) | 49      | 49      | 49      | 46      | 193       | 940  |

 Плавание.
| Место | Спортсмен           | Результат | Очки |
| ----- | ------------------- | --------- | ---- |
| 6.    | Виктор Минеев (URS) | 3.50,1    | 1050 |

 Кросс.
| Место | Спортсмен           | Результат | Очки |
| ----- | ------------------- | --------- | ---- |
| 15.   | Виктор Минеев (URS) | 14.52,4   | 1024 |

## Чемпионаты мира
Всего Виктор Минеев выступал на 2-х чемпионатах мира и завоевал 3 серебряные награды.
- Чемпионат Мира 1963 года.

Командное первенство — 2 место (Игорь Новиков, Альберт Мокеев, Виктор Минеев).
Личное первенство — 5 место.
| Место | Спортсмен           | Возраст | Фехтование | Стрельба | Плавание    | Конкур | Кросс        | Сумма |
| 5     | Виктор Минеев (URS) | 26 лет  | 820        | 960/194  | 1070/3.46,6 | 990    | 1138/14.14,4 | 4978  |

- Чемпионате Мира 1966 года.

Личное первенство — 2 место. На мировом чемпионате в Австралии стал вице-чемпионом в личном зачете, уступив первенство только знаменитому венгру Андрошу Бальцо.
Командное первенство — 2 место (Виктор Минеев, Стасис Шапарнис, Павел Леднев).
Личное первенство. Результаты.
| Место | Спортсмен           | Возраст | Конкур | Фехтование | Стрельба | Плавание    | Кросс       | Сумма |
| 2     | Виктор Минеев (URS) | 29 лет  | 1030   | 963        | 1000/194 | 1036/3.49,5 | 907/14.46,4 | 4936  |

## Чемпионаты СССР. Спартакиада народов СССР
- Победитель III Спартакиады народов СССР (1963) в командном первенстве (сборная Азербайджана).
- На Чемпионатах СССР завоевал серебряную медаль в личном первенстве (1964) и три бронзовые медали (1961) — в команде и (1963, 1966) в личном первенстве.

## Звания и награды
- Мастер спорта СССР (1959)
- Заслуженный мастер спорта СССР (1964)
- Медаль «За трудовую доблесть» (1964)
- кандидат педагогических наук (1971)